# Magnesit
Magnesit, auch als Bitterspat bekannt, ist ein häufig vorkommendes Mineral aus der Mineralklasse der „Carbonate und Nitrate“ mit der chemischen Zusammensetzung Mg[CO3] und ist damit chemisch gesehen ein Magnesiumcarbonat.
Magnesit kristallisiert im trigonalen Kristallsystem und entwickelt rhomboedrische, prismatische Kristalle, aber auch erdige, massige Aggregate in weißer, gelblicher, bräunlicher bis schwarzer Farbe. Auch farblose Kristalle sind bekannt.
Mit dem Eisenspat Siderit bildet Magnesit eine lückenlose Mischkristallreihe.

## Etymologie und Geschichte
Erstmals entdeckt wurde das Mineral 1803 durch D. Mitchel in Mähren und beschrieben durch Abraham Gottlob Werner, der die schnee- bis rötlichweißen, in erdig-derben Bruchstücke als „Reine Talkerde“ (Talcum carbonatum, Magnesie nativ carbonatee) bezeichnete.
Seinen bis heute gültigen Namen Magnesit nach seinem metallischen Bestandteil Magnesium erhielt das Mineral 1808 durch Dietrich Ludwig Gustav Karsten.
Der großen Bedeutung der Vorkommen im Alpenraum für Wissenschaft und Wirtschaft wurde 2024 durch die Ernennung von Magnesit zum „Mineral des Jahres“ in Österreich Ausdruck verliehen.

## Klassifikation
In der veralteten 8. Auflage der Mineralsystematik nach Strunz gehörte der Magnesit zur gemeinsamen Mineralklasse der „Carbonate, Nitrate und Borate“ und dort zur Abteilung der „Wasserfreien Carbonate ohne fremde Anionen“, wo er zusammen mit Calcit, Gaspéit, Otavit, Rhodochrosit, Siderit, Smithsonit und Sphärocobaltit sowie im Anhang mit Vaterit die „Calcit-Gruppe“ mit der System-Nr. Vb/A.02 bildete.
Im Lapis-Mineralienverzeichnis nach Stefan Weiß, das sich aus Rücksicht auf private Sammler und institutionelle Sammlungen noch nach dieser alten Form der Systematik von Karl Hugo Strunz richtet, erhielt das Mineral die System- und Mineral-Nr. V/B.02-30. In der „Lapis-Systematik“ entspricht dies ebenfalls der Abteilung „Wasserfreie Carbonate [CO3]2− ohne fremde Anionen“, wo Magnesit zusammen mit Calcit, Gaspéit, Otavit, Rhodochrosit, Siderit, Smithsonit, Sphärocobaltit und Vaterit die Gruppe „Calcit-Gruppe“ bildet (Stand 2018).
Die seit 2001 gültige und von der International Mineralogical Association (IMA) bis 2009 aktualisierte 9. Auflage der Strunz’schen Mineralsystematik ordnet den Magnesit in die neu definierte Klasse der „Carbonate und Nitrate“ (die Borate bilden hier eine eigene Klasse), dort aber ebenfalls in die Abteilung der „Carbonate ohne zusätzliche Anionen; ohne H2O“ ein. Diese ist allerdings weiter unterteilt nach der Zugehörigkeit der beteiligten Kationen zu bestimmten Elementgruppen, so dass das Mineral entsprechend seiner Zusammensetzung in der Unterabteilung „Erdalkali- (und andere M2+) Carbonate“ zu finden ist, wo es wiederum in der „Calcitgruppe“ mit der System-Nr. 5.AB.05 eingeordnet ist.
Die vorwiegend im englischen Sprachraum gebräuchliche Systematik der Minerale nach Dana ordnet den Magnesit wie die veraltete Strunz’sche Systematik in die gemeinsame Klasse der „Carbonate, Nitrate und Borate“ und dort in die Abteilung der „Wasserfreien Carbonate“ ein. Auch hier ist er in der „Calcitgruppe (Trigonal: R3c)“ mit der System-Nr. 14.01.01 innerhalb der Unterabteilung „Wasserfreie Carbonate mit einfacher Formel A+CO3“ zu finden.

## Chemismus
Die theoretische Zusammensetzung von Magnesit (Mg[CO3]) besteht aus 28,83 % Magnesium, 14,25 % Kohlenstoff und 56,93 % Sauerstoff. Aufgrund der Mischkristallbildung mit Siderit enthält er jedoch meist Eisen, die das Magnesium in der Formel zum Teil ersetzen. Auch geringe Beimengungen an Mangan und Calcium wurden beobachtet.

## Kristallstruktur
Magnesit kristallisiert isotyp mit Calcit im trigonalen Kristallsystem in der Raumgruppe R3c (Raumgruppen-Nr. 167) mit den Gitterparametern a = 4,63 Å und c = 15,03 Å sowie sechs Formeleinheiten pro Elementarzelle.

## Eigenschaften
Magnesit ist, wie die meisten Carbonate, in Säuren unter CO2-Abgabe löslich. Im Vergleich zum Calcit löst er sich allerdings nur in Pulverform in warmen Säuren.

## Modifikationen und Varietäten

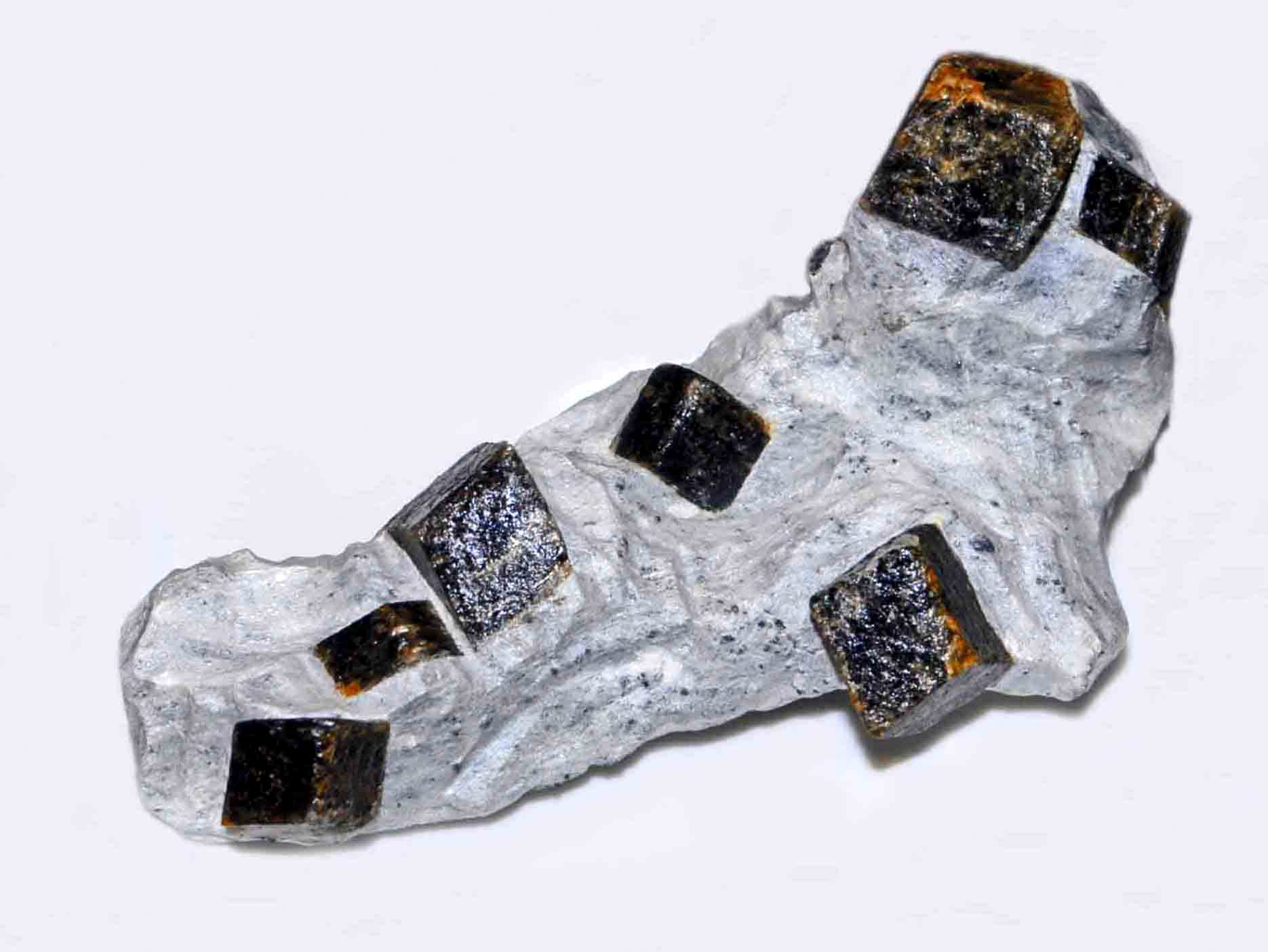
Breunnerit aus Bolzano, Italien

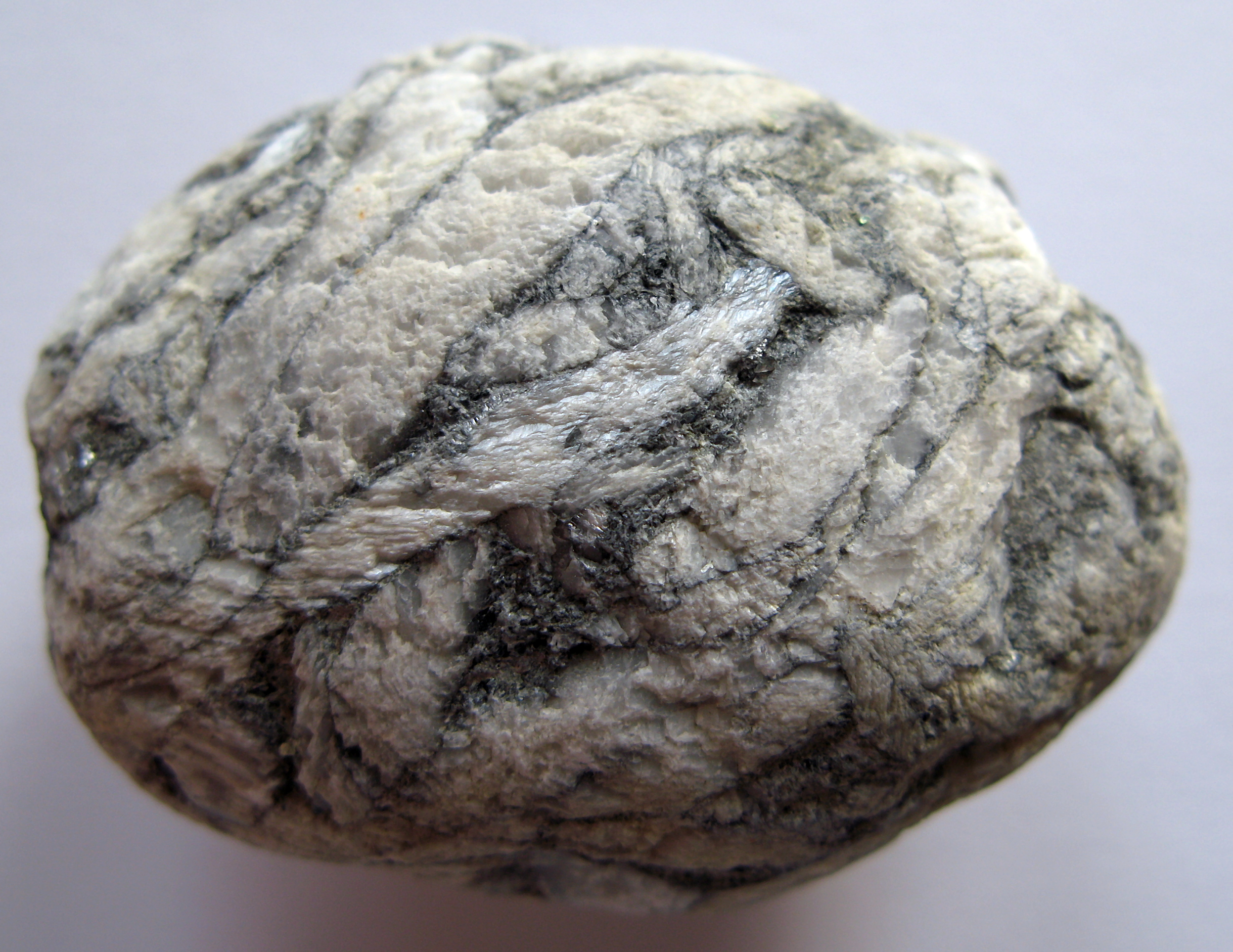
Pinolit- bzw. „Eisblumen“-Magnesit aus den Tauern (Österreich)

Aufgrund seiner lückenlosen Mischkristallbildung mit Siderit (Fe[CO3]) wurden einzelne Phasenbereiche ähnlich wie die Plagioklase bei den Feldspaten abgeteilt und mit individuellen Namen versehen. Das Endglied Magnesit darf dabei bis zu 10 mol-% Fe[CO3] enthalten und umgekehrt der Siderit bis zu 10 Mol-% Mg[CO3]. Die Zwischenglieder werden von 10–30 Mol-% Fe[CO3] als Breunnerit, von 30–50 Mol-% Fe[CO3] als Mesitinspat, von 50–70 Mol-% Fe[CO3] als Pistomesit und von 70–90 Mol-% Fe[CO3] als Sideroplesit bezeichnet.
Daneben werden Magnesite auch gern entsprechend ihrer Kristallentwicklung in makrokristalliner Form als Kristallmagnesit (auch Spat- oder Pinolit(h)magnesit bzw. kurz Pinolith und veraltet Pinolenstein) und in mikrokristalliner Form als Gelmagnesit bezeichnet.
Die oft irreführende Kurzbezeichnung Pinolith (auch Pinolitstein oder Märbelstein) wird zudem für ein Mineralgemenge aus Magnesit, Dolomit und Graphit verwendet. Die Matrix besteht dabei aus durch Graphit hellgrau bis fast schwarz pigmentiertem Dolomit und enthält Einschlüsse von weißen Magnesitkörnern, die wie Pinienkerne (Pinoli) aussehen. Aufgrund der oft blütenartigen Struktur der Magnesiteinlagerungen wird Pinolith auch als Eisblumen-Magnesit bezeichnet.
Als Hoshiit (auch Choschiit) benannten Yue Chu-Siang, Fuo Kuo-Fun und S. Chen-Ea 1964 eine nickelhaltige Varietät mit der Formel (Ni,Mg)[CO3]2. Entdeckt wurde das Mineral in Form grüner, feinkörniger Massen in der Oxidationszone nickelhaltiger Kupfersulfid-Lagerstätten in China. Bereits bei der Bekanntgabe der neuen Minerale und Mineralnamen 1965 enthielt die Kurzbeschreibung zum Hoshiit jedoch bereits die Anmerkung, dass diese Varietät nicht benannt werden sollte, sondern der Name Verwendung finden könnte, wenn ein Mineral mit einem höheren Nickel- als Magnesiumgehalt entdeckt würde. Mit der Massen-Diskreditierung 2006 durch die Commission on New Minerals and Mineral Names (CNMMN) der International Mineralogical Association (IMA) wurde auch Hoshiit als nicht anerkanntes Mineral und damit ungültiger Mineralname diskreditiert.

## Bildung und Fundorte

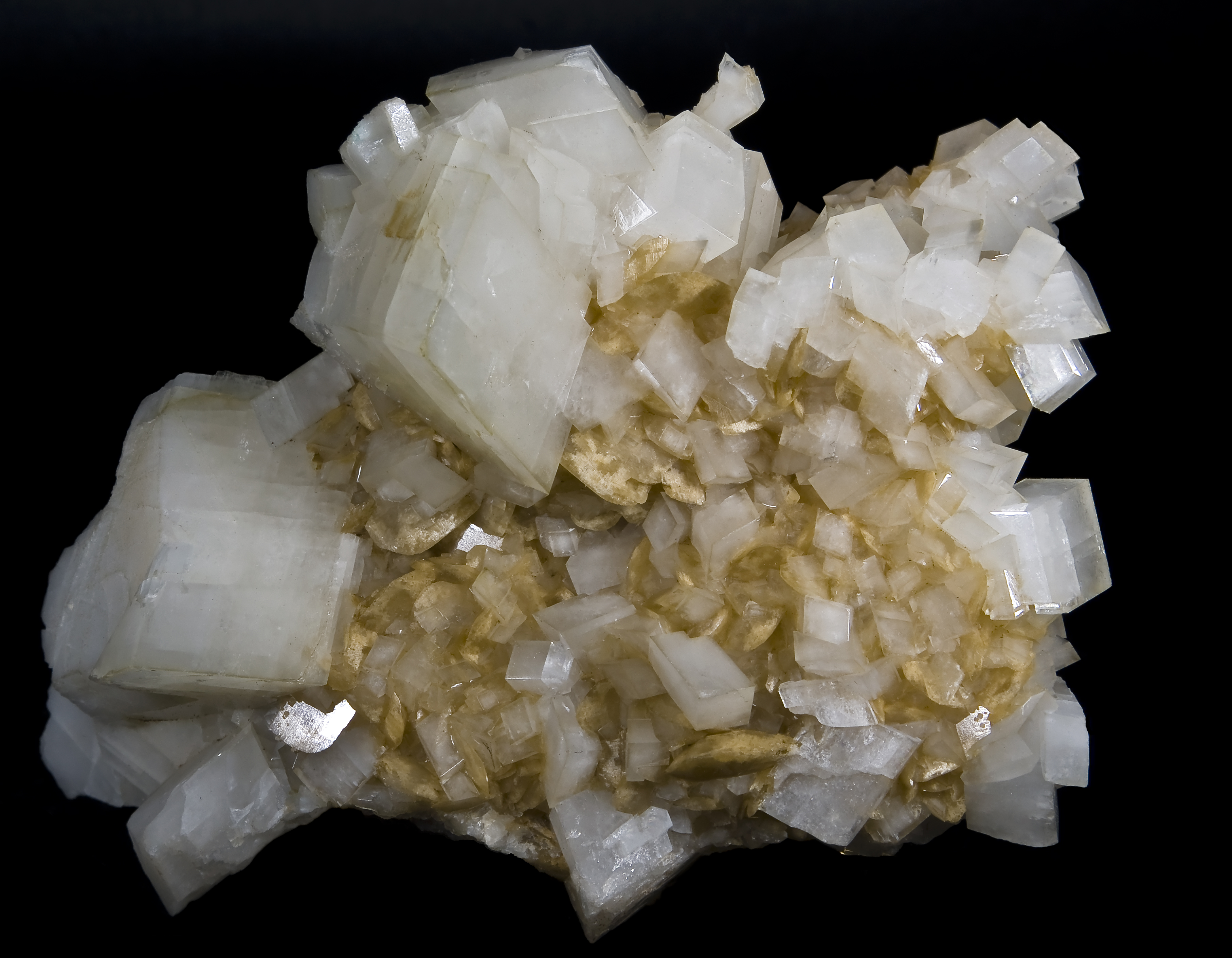
Magnesit (goldbraun) und Dolomit (weiß) aus dem Azcárate-Steinbruch, Eugui, Esteríbar, Navarra, Spanien (Größe: 10,2 cm × 6,7 cm)

Magnesit bildet sich überwiegend hydrothermal, metasomatisch oder metamorph. Gelegentlich findet er sich aber auch in magmatischen Gesteinen. Spat- bzw. Pinolitmagnesite bilden sich vorwiegend in Talk- und Chloritschiefern sowie in Dolomitgesteinen. Dichter Magnesit, der zunächst ähnlich dem Opal von gelartiger Beschaffenheit ist, später aber in eine mikrokristalline Struktur übergeht, findet sich dagegen eher in Serpentingesteinen.
Als häufige Mineralbildung ist Magnesit an vielen Orten anzutreffen, wobei weltweit bereits über 1700 Fundstätten dokumentiert sind (Stand 2021).
Bis zu einem Meter große Kristalle wurden schon im Dolomitgestein in Brumado und Bahia (Brasilien) gefunden. Meist liegen die Kristallgrößen jedoch im Zentimeterbereich.
Weitere Fundorte sind unter anderem Nangarhar in Afghanistan; Zentral- und Ost-Ägypten; Biskra in Algerien; Princess-Elizabeth-Land in der Ostantarktis; Salta in Argentinien; Gegharkunik in Armenien; Äthiopien; mehrere Regionen in Australien; Departamento Cochabamba in Bolivien; die Regionen Antofagasta und Atacama in Chile; mehrere Provinzen in der Volksrepublik China; Baden-Württemberg, Bayern, Hessen, Rheinland-Pfalz, Sachsen-Anhalt, Sachsen und Thüringen in Deutschland; mehrere Regionen in Frankreich; Finnland; einige Provinzen in Griechenland; Kitaa in Grönland; Java (Insel) in Indonesien; verschiedene Regionen in Italien; Honshū und Shikoku in Japan; mehrere Regionen in Kanada; Kasachstan; Katanga in der Demokratischen Republik Kongo; Korea; Madagaskar; Mexiko; Nepal; mehrere Regionen in Norwegen; viele Regionen in Österreich; Eugui in Spanien; Slowakei; Böhmen und Mähren in Tschechien; Borsod-Abaúj-Zemplén und Pest in Ungarn; sowie viele Regionen der USA.
Österreich liegt mit einer jährlichen Produktion von über 800.000 Tonnen weltweit an fünfter Stelle und gehört neben der Slowakei zu den Hauptproduzentenländern von Magnesit in Europa (Stand 2020). Weltweit größter Magnesitproduzent ist jedoch mit großem Abstand die Volksrepublik China mit 19 Millionen Tonnen im Jahr 2020, was ca. 70 % des Weltmarktanteils entsprach. Eine Überblick über die weltweiten Abbaumengen gibt die folgende Tabelle:
| Land                    | Fördermenge (in t) | Fördermenge (in t) |
| Land                    | 2019               | 2020               |
| ----------------------- | ------------------ | ------------------ |
| Australien              | 413.182            | 799.203            |
| Österreich              | 691.909            | 816.370            |
| Bosnien und Herzegowina | 1.400              | 652                |
| Brasilien               | 1.530.000          | 1.550.000          |
| Kanada                  | 150.000            | 150.000            |
| Volksrepublik China     | 19.000.000         | 19.000.000         |
| Kolumbien               | 1.847              | 1.077              |
| Kuba                    | 1.532              | 3.910              |
| Finnland                | 37.002             | 136.167            |
| Griechenland            | 358.841            | 360.000            |
| Guatemala               | 4.500              | 5.000              |
| Indien                  | 102.554            | 78.144             |
| Iran                    | 147.760            | 256.124            |
| Nordkorea               | 100.000            | 100.000            |
| Mexiko                  | 800                | 0                  |
| Pakistan                | 42.996             | 16.165             |
| Philippinen             | 40                 | 0                  |
| Polen                   | 91.490             | 65.250             |
| Russland                | 1.013.800          | 1.281.400          |
| Saudi-Arabien           | 200.000            | 250.000            |
| Slowakei                | 1.015.800          | 787.476            |
| Südafrika               | 8.500              | 8.500              |
| Spanien                 | 634.580            | 635.000            |
| Türkei                  | 1.496.081          | 1.560.818          |
| Vereinigte Staaten      | 294.590            | 419.076            |
| Summe                   | 27.339.204         | 28.280.332         |

## Verwendung

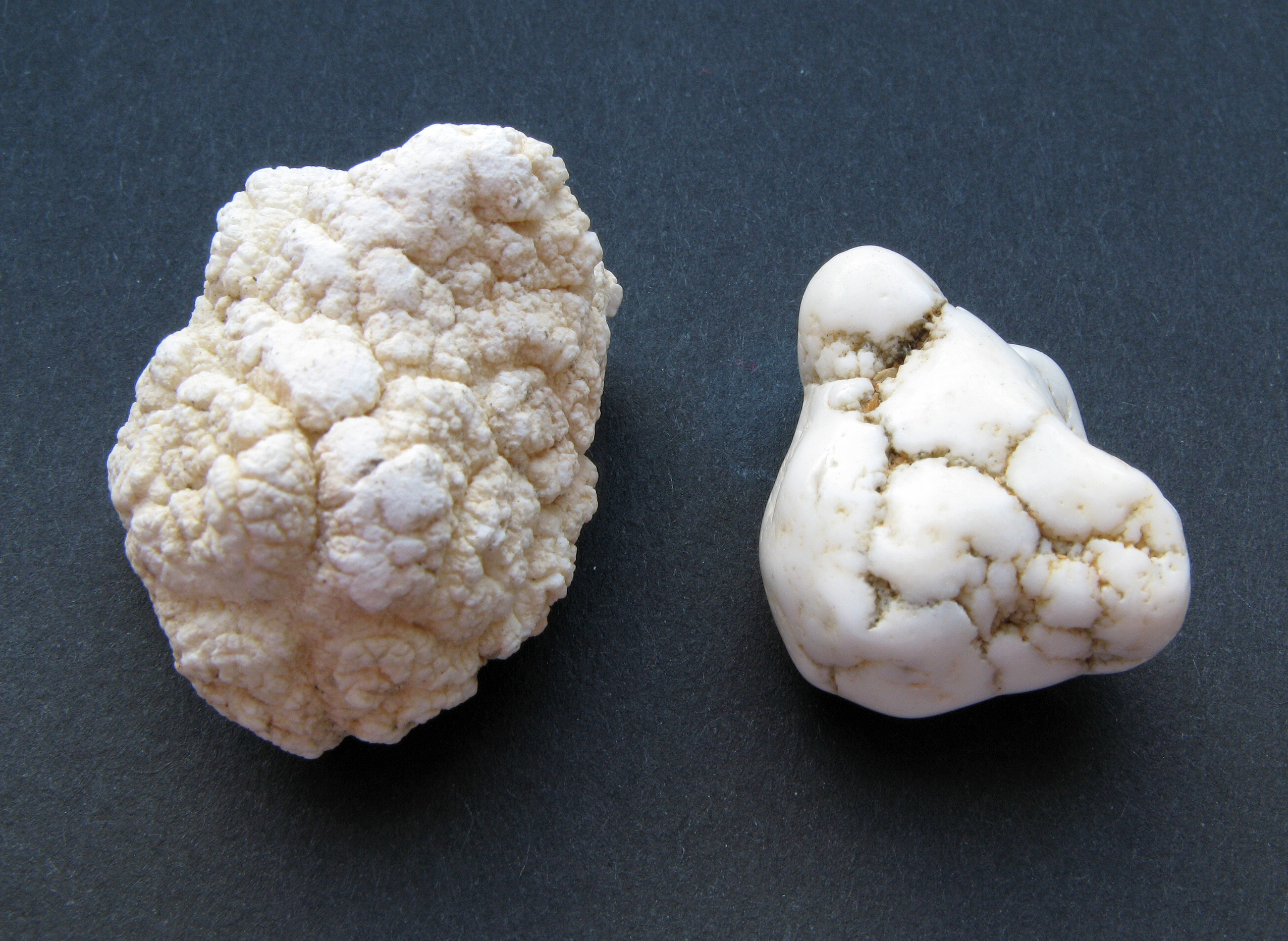
Massiger Magnesit als Roh- und Trommelstein

### Als Rohstoff
Aufgrund seiner hohen Temperaturbeständigkeit bis etwa 3000 °C ist Magnesit ein wichtiger Rohstoff zur Herstellung von feuerfesten Sintermagnesit-Ziegeln, mit denen unter anderem Hochöfen, Konverter zur Stahlerzeugung und andere Schmelzöfen ausgekleidet werden. Die Ziegel werden bei hohen Temperaturen bis etwa 1800 °C in Brennöfen gebrannt, wodurch kristallines Magnesiumoxid (MgO) entsteht. Zusätzlich besitzen diese Ziegel gute Wärmespeichereigenschaften, so dass sie als Speicherkerne unter anderem in Nachtspeicherheizungen und Elektrokaminen verwendet werden.
Wird Magnesit bei niedrigeren Temperaturen bis etwa 800 °C gebrannt, bleibt ein Teil als Carbonat erhalten, das heißt, es wird nicht die stöchiometrisch mögliche Menge an Kohlenstoffdioxid (CO2) abgegeben. Die so entstandene „kaustische Magnesia“ bleibt reaktionsfähig und wird mit Füllstoffen vermengt zu Sorelzement verarbeitet und zur Herstellung von feuerfesten Baumaterialien und Isoliermassen verwendet.
Das thermische Zersetzungsverhalten des Magnesites wird durch die unterschiedlichen Eigenschaften des Rohstoffes, der angewendeten Verfahrenstechnik und den physikalischen und chemischen Abläufen bestimmt.

### Als Schmuckstein

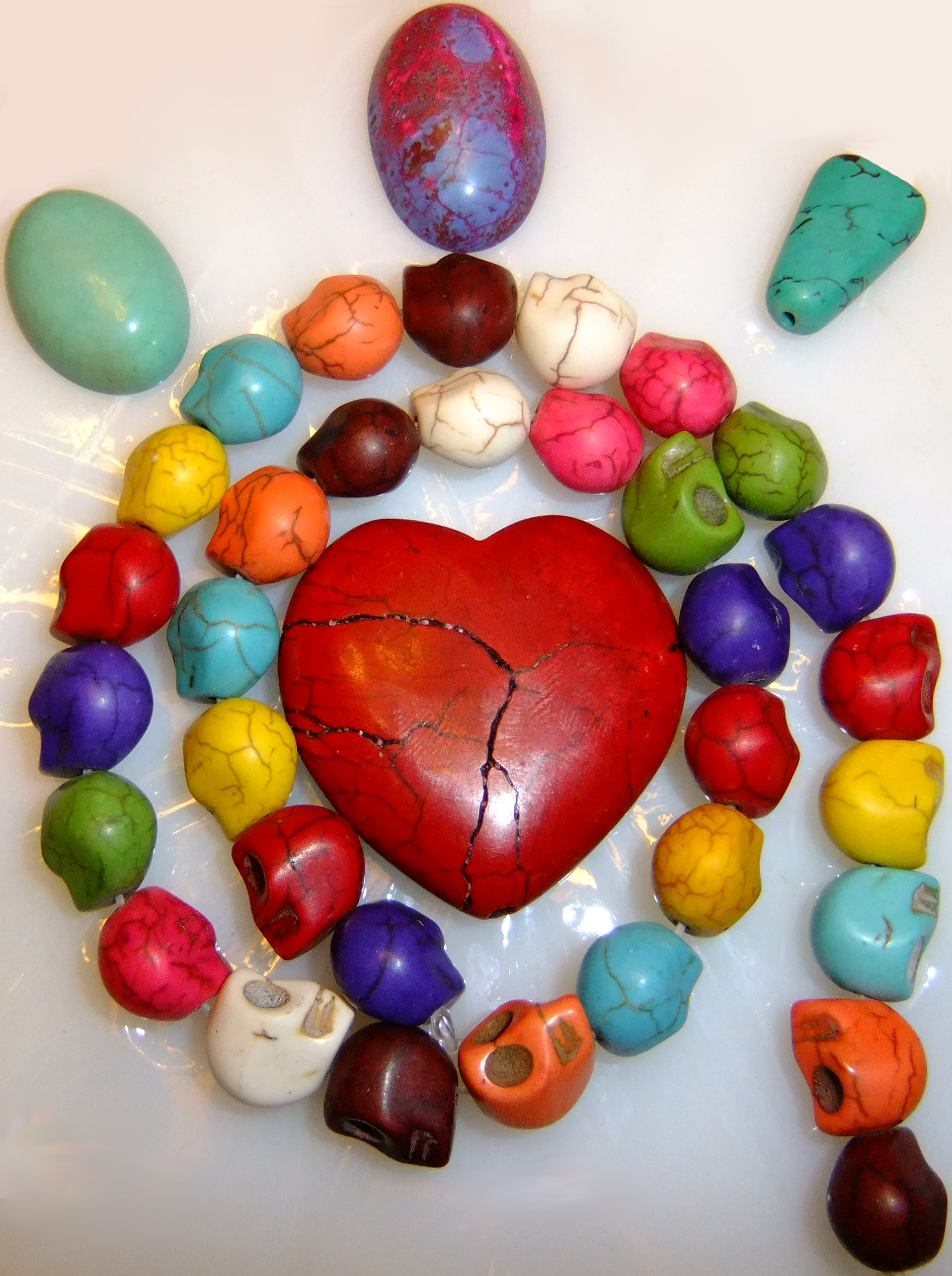
Unterschiedlich gefärbte Magnesitperlen

Magnesit ist mit einer Mohshärte von 4 bis 4,5 für die kommerzielle Verwendung als Schmuckstein eigentlich zu weich. Unter Sammlern hat ein klarer, facettierter Magnesit dennoch einen gewissen Wert.
Das Mineral dient allerdings ebenso wie der vom Aussehen ähnliche Howlith als Grundlage zur Imitation von Türkis. Blau gefärbt und zum Schutz vor Beschädigungen stabilisiert kann vor allem der begehrte und teure Matrix-Türkis nachgeahmt werden, der oft unter dem Namen Turkenit in den Handel kommt. Magnesit nimmt allerdings Farben allgemein gut an und lässt sich daher sehr unterschiedlich einfärben.
Unter der irreführenden Handelsbezeichnung Zitronen-Chrysopras (auch Zitronenchrysopras) ist zudem ein hell- bis gelbgrünes Gemenge aus Magnesit und Chrysopras bekannt, wobei der Chrysopras-Anteil bei schlechten Qualitäten gegen Null gehen kann und das Material korrekt als Zitronen-Magnesit (auch Zitronenmagnesit) bezeichnet werden müsste.